# 장범준 2집
《장범준 2집》은  2016년 3월 25일에 발매한 대한민국의 싱어송라이터 장범준의 두 번째 솔로 음반이다.
총 2개의 CD로 이루어진 음반으로 각각 "Unplugged"와 "Jang Beom June Trio"로 불린다. "Unplugged"는 대중들이 본인에게 기대하는 서정적인 음악들로 구성하였고, "Jang Beom June Trio"는 본인이 하고싶은 스타일의 음악들로 구성했다고 한다.
타이틀곡이 〈빗속으로〉, 〈사랑에 빠져요 (금세 사랑에 빠지는)〉 두 곡인데, 음원 성적은 수록곡들이 더 좋다. 선공개 되었던 〈그녀가 곁에 없다면 (결혼 행진곡을 활용한 신곡)〉은 당시 견고하게 음원 차트를 지키고 있던 《태양의 후예》 OST들을 제치고 1위를 하였으며, 음반 발매 후 〈사랑에 빠졌죠 (당신만이)〉가 멜론 주간 차트 1위를 차지하였다. 〈봄비〉, 〈홍대와 건대 사이〉도 많은 사랑을 받았다.

## 구성
이 음반은 박수봉 작가와 협업하여 《금세 사랑에 빠지는》 브랜드 웹툰을 연재하였다. 2016년 1월 15일 첫 화를 시작으로 음반 발매일까지 총 11화 연재하였고, 네티즌으로부터 "급이 다른 브랜드 웹툰"이라고 호평받고 있다.
음반은 1만장 한정판으로 제작되었으며 박수봉 작가의 웹툰 《금세 사랑에 빠지는》이 포함된 양장본 책자형 음반이다. 사전 판매하였으며, 만화도 CD도 일반판 계획은 없다고 한다. 이후 장범준은 음반 홍보차 처음으로 《유희열의 스케치북》에 출연했는데, 방송 이후 음반을 찾는 사람이 늘었으나 그 시점에서 이미 사전 판매 일주일이 지난 후였기 때문에 거의 매진된 상태였다. 품절된 후 거래가가 3~4배 정도로 형성되어 원래 판매가격 25,200원을 넘어 중고나라에서 약 8~12만원으로 거래되고 있다.

## 곡 목록
모든 곡들은 특별한 언급이 없는 한 장범준에 의해 작사/작곡하였다.
| #  | 제목                                               | 작사·작곡      | 재생 시간 |
| -- | -------------------------------------------------- | -------------- | --------- |
| 1. | 〈사랑에 빠졌죠 (당신만이)〉                       |                | 3:24      |
| 2. | 〈그녀가 웃었죠〉                                  |                | 2:49      |
| 3. | 〈떠나야만해〉                                     | 장범준, 장기준 | 3:59      |
| 4. | 〈빗속으로〉                                       |                | 2:52      |
| 5. | 〈봄비〉                                           | 장범준, 장기준 | 3:02      |
| 6. | 〈그녀가 곁에 없다면 (결혼 행진곡을 활용한 신곡)〉 |                | 3:43      |

| #  | 제목                                   | 작사·작곡      | 재생 시간 |
| -- | -------------------------------------- | -------------- | --------- |
| 1. | 〈사랑에 빠져요 (금세 사랑에 빠지는)〉 |                | 3:02      |
| 2. | 〈애태우는 여자〉                      |                | 3:41      |
| 3. | 〈홍대와 건대 사이〉                   | 박경구         | 2:57      |
| 4. | 〈자장가를 활용한 신곡〉               |                | 3:34      |
| 5. | 〈키스〉                               |                | 3:48      |
| 6. | 〈귀여운 여자〉                        |                | 2:31      |
| 7. | 〈울랄라〉                             |                | 2:57      |
| 8. | 〈담배〉                               |                | 3:17      |
| 9. | 〈밤을 지워가네〉                      | 장범준, 장인준 | 4:12      |